# Педру Эмануэл
Пе́дру Эмануэ́л душ Са́нтуш Ма́ртинш Си́лва (порт. Pedro Emanuel dos Santos Martins Silva; род. 11 февраля 1975, Луанда, колонии Португалии) — португальский футболист, бывший защитник, известный по выступлениям за «Боавишту» и «Порту», с которым выиграл Лигу чемпионов и Кубок УЕФА. Ныне — тренер.

## Клубная карьера
Педру Эмануэл — воспитанник клуба «Боавишта». В 1993 году он дебютировал на профессиональном уровне в клубе «Марку». До 1996 года Эмануэл выступал за команды низших дивизионов «Оваренше» и «Пенафиел».
В 1996 году он был замечен скаутами «Боавишты», воспитанником которой он был, и вскоре дебютировал за клуб на профессиональном уровне. В сезоне 2000/01 Педру Эмануэл помог команде добиться исторической победы в Сангриш лиге, но после ухода лидеров в команды в следующем сезоне «Боавишта» не смогла повторить достижение.
В 2002 году Педру Эмануэл перешёл в «Порту». В первом же сезоне он выиграл чемпионат Португалии и завоевал Кубок УЕФА. В следующем сезоне команде покорилась Лига чемпионов, а в Межконтинентальном кубке против колумбийского «Онсе Кальдас» Педру Эмануэл забил решающий пенальти в серии. С «Порту» он ещё трижды завоевал Кубок и выиграл чемпионат. В 2009 году Педру Эмануэл завершил карьеру футболиста и стал тренером.

## Международная карьера
Педру Эмануэл родился в Анголе, но никогда не выступал за национальную сборную этой страны. Он неоднократно получал приглашения сыграть за сборную Анголы, но отвечал отказом, в надежде на то, что получит приглашение в сборную Португалии, за молодёжную команду которой он был уже заигран. После выхода Анголы на чемпионат мира 2006 года в Германии Педру Эмануэл согласился сыграть за неё, но ФИФА наложила на это запрет из-за нового закона, принятого в 2004 году, по которому футболисты, заигранные за молодёжные сборные, не могут выступать за национальные сборные других стран.

## Достижения
Командные
«Боавишта»
- Чемпионат Португалии по футболу — 2000/01
- Обладатель Кубка Португалии — 1996/97

«Порту»
- Чемпионат Португалии по футболу — 2002/03, 2003/04, 2005/06, 2007/08, 2008/09
- Обладатель Кубка Португалии — 2002/03, 2005/06, 2008/09
- Обладатель Суперкубка Португалии — 2004
- Обладатель Кубка УЕФА — 2002/03
- Обладатель Кубка чемпионов УЕФА — 2004
- Обладатель Межконтинентального кубка — 2004

Тренерские
«Академика»
- Обладатель Кубка Португалии — 2011/12
- Финалист Суперкубка Португалии — 2012